# Skamkapsel
En skamkapsel er en flap eller pose der sidder foran skridtet på herrebukser og fremhæver normalt det mandlige kønsorgan. Den holdes fast med snore, knapper eller lignende metode. Det var en vigtig del af herremoden i Europa i 1400- og 1500-tallet, hvor den blev brugt sammen med hoser og knæbukser. Skamkapsler kunne også bruges som en del af rustninger. I dag bruges skamkapsler stadig som en del af kostumer til skuespil, rock og metalmusikere, i lædersubkulturen, mens en skridtbeskytter beskytter mandlige atleter på lignende måde.
Ordet skamkapsel er oversat direkte fra det tyske Schamkapsel, og bruges også på norsk.